# Autentisk Liberalt Parti
Det Ægte radikal-liberale Parti (Partido Liberal Radical Auténtico (PLRA)) er et socialliberalt parti i Paraguay. Partiet er med i den venstreorienterede alliance Patriotisk Alliance For Forandring.
Efter Alfredo Stroessners fald 1989 blev der indført et flerpartisystem, og PLRA blev landets ledende oppositionsparti. Partiet er medlem af Liberal International.
Ved parlamentsvalget den 27. april 2003, fik PLRA 25,7 procent af stemmerne og 21 af de 80 pladser i deputerretkammeret samt 24,3 procent og 12 af 45 mandatet i senatet.
Ved præsidentvalget i april 2008 ingik partiet i den sejrende Patriotisk Alliance For Forandring, der fik valgt
Fernando Lugo som præsident. Efter er PLRA en del af den regerende koalition, der bl.a. består af landets venstrefløj, indianere og fattige bønder.